# Thierry Marie
Pour les articles homonymes, voir Marie.
Thierry Marie, né le 25 juin 1963 à Bénouville (Calvados), est un coureur cycliste français, spécialiste des prologues mais également baroudeur. Il fait partie des 25 coureurs ayant porté les trois maillots de leader sur les Grands Tours.

## Biographie
Thierry Marie compte 67 victoires professionnelles dont des titres de Champion de France du contre-la-montre en 1995 et de Champion de France de poursuite en 1988. Il est également vainqueur de 8 étapes du Tour de France (dont 3 prologues et 2 contre-la-montre par équipes), du prologue du Tour d'Italie 1992 et du prologue du Tour d'Espagne 1986.
Son exploit le plus célèbre est sa victoire dans la 6e étape du Tour de France 1991, reliant Arras au Havre. C'est à ce jour la deuxième plus longue échappée solitaire victorieuse de l'histoire du Tour, et la plus longue de l'époque moderne, avec 234 km ; il avait au passage endossé le maillot jaune au bout de l'échappée, au Havre.
Après avoir arrêté sa carrière, il a pendant un temps été chauffeur de la voiture de Henri Sannier  sur le Tour de France, puis, commercial. Il s'est ensuite reconverti comme jardinier, ayant créé sa propre entreprise de jardinerie.
Il a un frère, Denis Marie, né le 16 avril 1970 à Caen également cycliste.

## Palmarès

### Palmarès amateur
- 1980
  - Champion de Normandie du contre-la-montre par équipes juniors
  - 3e du championnat de France du contre-la-montre par équipes juniors
- 1983
  - 2e étape des Trois Jours de Cherbourg (contre-la-montre)
  - 2e du Duo normand (avec Alain Taillefer)
  - 3e du Tour de la Porte Océane
- 1984
  - Palme d'or Merlin-Plage
  - Paris-Roubaix amateurs
  - Paris-Épernay
  - 4e étape du Tour de la Manche
  - Manhattan Beach Grand Prix
  - 2e étape des Trois Jours de Cherbourg (contre-la-montre)
  - 2e de Manche-Atlantique
  - 2e de Redon-Redon
  - 2e du Tour de la Manche
  - 2e du Prix de la Saint-Laurent
  - 2e de Paris-Barentin
  - 6e de l'épreuve contre-la-montre par équipes des Jeux olympiques

### Palmarès professionnel
| - 1985 - 3e étape du Grand Prix du Midi libre - Classement général du Tour du Limousin - Prologue du Tour de l'Avenir - 2e du Grand Prix des Nations - 9e de Créteil-Chaville - 1986 - Prologue du Tour d'Espagne - Prologue du Tour de l'Aude - Prologue du Tour de France - 2eb étape du Tour de Catalogne - 3e de Paris-Camembert - 3e du Tour de l'Aude - 1987 - Tour d'Armorique : - Classement général - Prologue - Duo normand (avec Gérard Rué) - 1988 - Champion de France de poursuite - Circuit de la Sarthe : - Classement général - 1re étape (contre-la-montre) - 3eb étape du Tour d'Armorique (contre-la-montre) - 2e étape de la Bicyclette basque - 20e étape du Tour de France - Classement général du Tour des Pays-Bas - Duo normand (avec Philippe Bouvatier) - Trio normand (avec Philippe Bouvatier et Vincent Barteau) - 3e du Grand Prix de Denain - 3e du Tour d'Armorique - 3e du Trophée Baracchi (avec Charly Mottet) - 1989 - Prologue de Paris-Nice - Prologue et 6ea (contre-la-montre) étape des Quatre Jours de Dunkerque - Prologue du Tour de Belgique - 2eb étape du Tour des Pays-Bas (contre-la-montre) - Trophée Baracchi (avec Laurent Fignon) - Grand Prix de Baden-Baden (avec Laurent Fignon) - Trio normand (avec Vincent Barteau et Philippe Bouvatier) - 2e du Grand Prix de Denain - 2e des Quatre Jours de Dunkerque - 2e du Tour des Pays-Bas - 9e du Grand Prix des Nations - 1990 - Paris-Camembert - 3e (contre-la-montre) et 7e étapes des Quatre Jours de Dunkerque - Prologue du Tour de France - 5e étape du Tour des Pays-Bas (contre-la-montre) - 3e du Circuit de la Sarthe - 3e des Quatre Jours de Dunkerque - 3e du Tour des Pays-Bas | - 1991 - Prologue de Paris-Nice - 3eb étape du Tour de l'Oise (contre-la-montre) - 4e étape du Tour d'Armorique (contre-la-montre) - Prologue du Critérium du Dauphiné libéré - Prologue du Grand Prix du Midi libre - Prologue et 6e étape du Tour de France - 2e du Tour de l'Oise - 2e du Chrono des Herbiers - 3e du Tour de Vendée - 1992 - 1reb étape des Trois Jours de La Panne (contre-la-montre) - Tour de l'Oise : - Classement général - 3eb étape (contre-la-montre) - Prologue du Tour d'Italie - 18e étape du Tour de France - Bol d'Air creusois - 2e du championnat de France sur route - 2e du Tour des Pays-Bas - 3e des Trois Jours de La Panne - 3e du Grand Prix Eddy Merckx - 1993 - 4e étape du Tour de Burgos - Tour du Poitou-Charentes : - Classement général - 5e étape (contre-la-montre) - 3e du Grand Prix de Baden-Baden (avec Pascal Lino) - 1994 - 2e du Chrono des Herbiers - 3e du Grand Prix des Nations - 7e du championnat du monde du contre-la-montre - 1995 - Champion de France du contre-la-montre - Circuit de la Sarthe : - Classement général - 2e étape - Côte picarde - 1reb étape de la Route du Sud (contre-la-montre) - 1996 - 2e du Tour d'Armorique |  |

## Résultats sur les grands tours

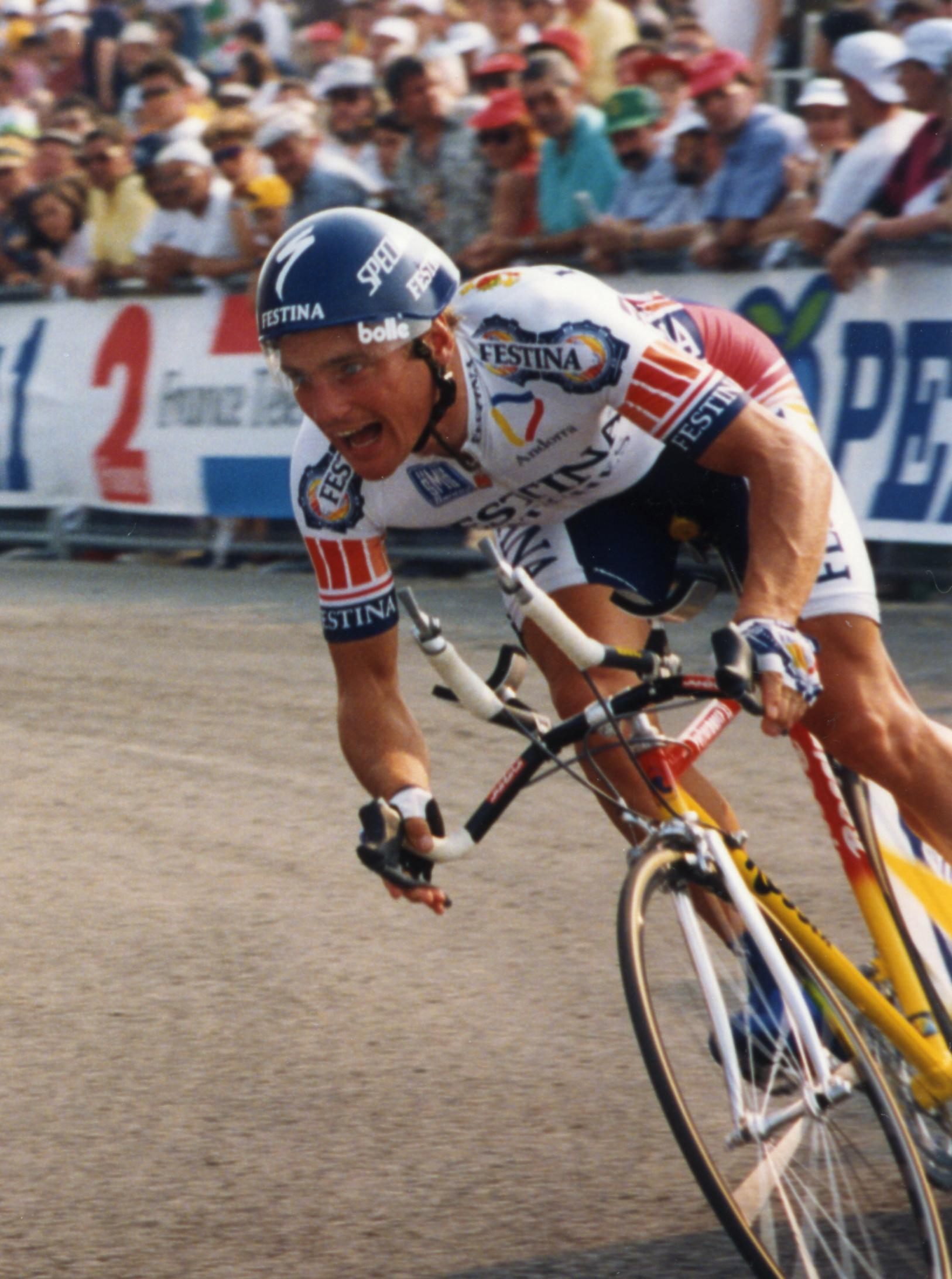
Thierry Marie au prologue du Tour de France 1993 autour du Puy du Fou.

### Tour de France
12 participations
- 1985 : 67e
- 1986 : 108e, vainqueur du prologue,  maillot jaune pendant 3 jours
- 1987 : 87e
- 1988 : 98e, vainqueur de la 20e étape
- 1989 : 72e
- 1990 : 121e, vainqueur du prologue,  maillot jaune pendant 1 jour
- 1991 : 111e, vainqueur du prologue et de la 6e étape,  maillot jaune pendant 3 jours
- 1992 : 114e, vainqueur de la 18e étape
- 1993 : non-partant (13e étape)
- 1994 : 53e
- 1995 : 94e
- 1996 : abandon (10e étape)

### Tour d'Italie
4 participations
- 1989 : 116e
- 1990 : 119e
- 1992 : 127e, vainqueur du prologue,  maillot rose pendant 2 jours
- 1994 : non-partant (20e étape)

### Tour d'Espagne
2 participations
- 1986 : hors délais (5e étape), vainqueur du prologue,  maillot amarillo pendant 1 jour
- 1993 : 109e